# نانسی رابرتز (تهیه کننده)
نانسی رابرتز (انگلیسی: Nancy Roberts)؛ زادهٔ تهیه‌کننده فیلم، و فیلم‌نامه‌نویس اهل ایالات متحده آمریکا است. او قبلاً شرکت خود را با نام شرکت رابرتز اداره می‌کرد.

## فیلمشناسی
| سال  | عنوان                         | تهیه‌کننده | نویسنده | یادداشت                                          |
| ---- | ----------------------------- | --------- | ------- | ------------------------------------------------ |
| ۱۹۹۳ | قلب و ارواح                   | آری       | نه      |                                                  |
| ۱۹۹۶ | Tremors 2: Aftershocks        | آری       | نه      | فیلم ویدئویی                                     |
| ۲۰۰۱ | Tremors 3: Back to Perfection | آری       | داستان  | فیلم ویدئویی                                     |
| ۲۰۰۳ | Tremors                       | اجرایی    | آری     | توسعه دهنده و تهیه‌کننده ۱۳ قسمت (نویسنده ۲ قسمت) |
| ۲۰۰۴ | Tremors 4: The Legend Begins  | آری       | داستان  | فیلم ویدئویی                                     |